# 齐燮元故居
齐燮元故居是清末秀才、原江苏督军、苏皖赣巡阅使、华北政务委员会委员兼治安总署督办、华北绥靖军总司令齐燮元在天津的旧居，该建筑始建于民国初年，坐落于当时的天津英租界的红墙道（Recreatin Road）（今和平区新华路178号），现已拆除，原址现为华侨大厦。